# CargoLifter

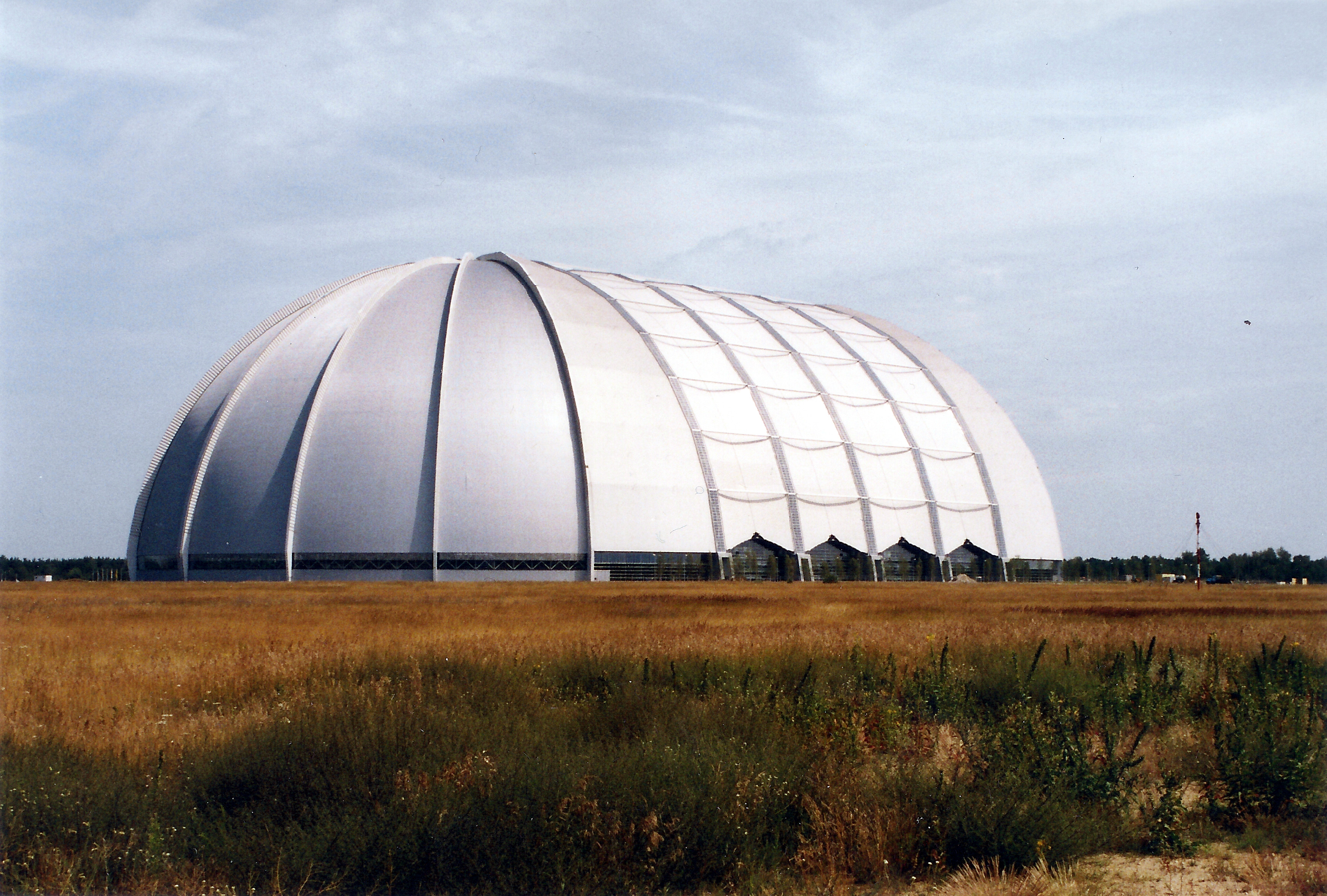
Pohled na hangár vybudovaný pro Cargolifter.

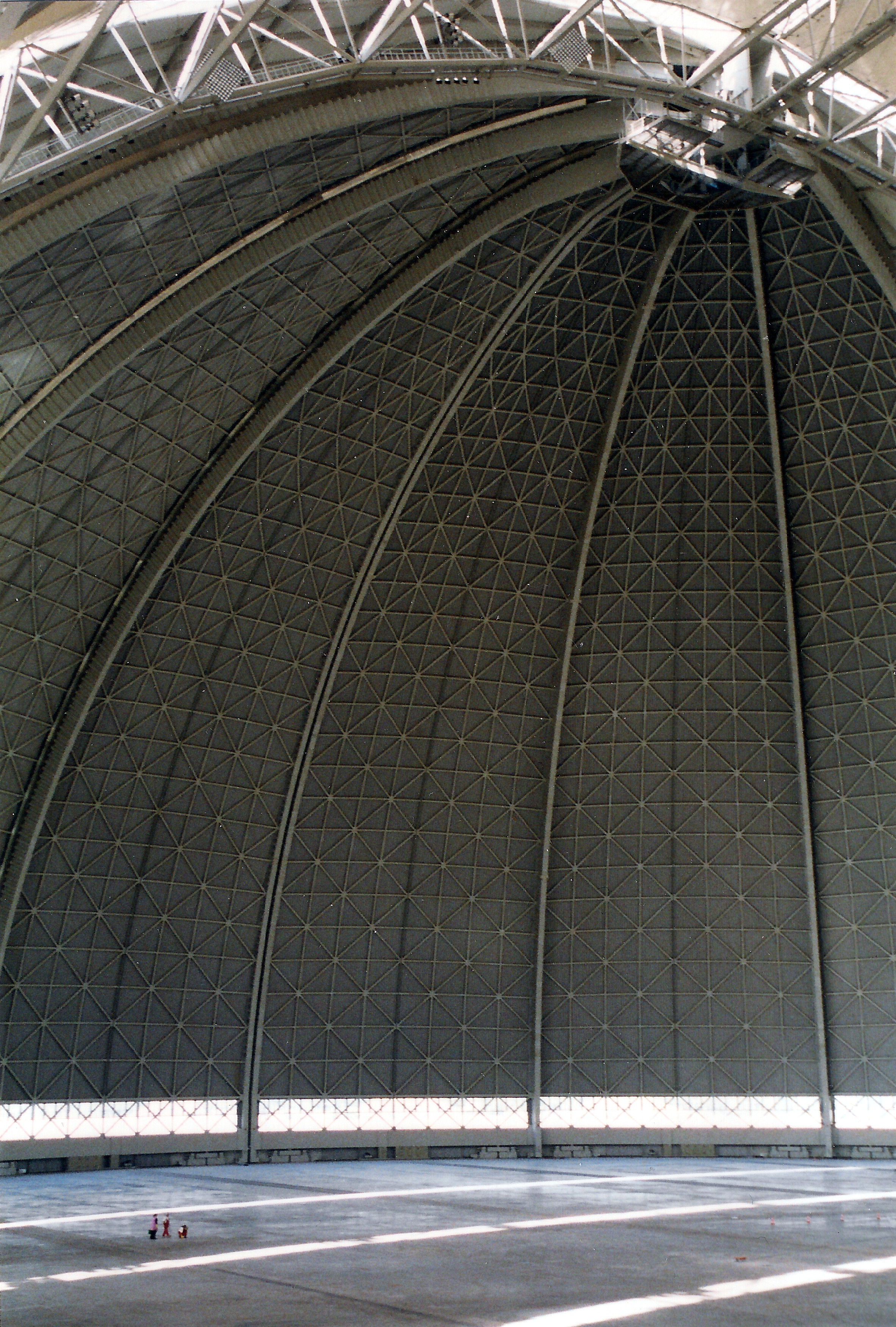
Vnitřek (všimněte si tří lidí v levém dolním rohu)

Společnost CargoLifter AG byla založena v září 1996 v německém Wiesbadenu. Měla nabízet logistické služby a přepravu těžkých a nadměrných nákladů. K tomu měla sloužit nově vyvinutá vzducholoď nazvaná CL160 s plánovanou kapacitou 160 tun.
V květnu 2000 vydala společnost akcie. Akcionářskou strukturu tvořil velký počet malých investorů, přilákaných slibovaným boomem nových technologií.
Plánovaná obří vzducholoď CL 160 ale nebyla nikdy postavena, ačkoliv bylo vytvořeno značné množství plánů a vývojových prací. Technická komplikovanost, omezené finance a velice krátký čas vývoje znamenaly velké riziko.
Pro testování konceptu v malém měřítku byl postaven menší prototyp zvaný Joey. Byl také postaven prototyp menšího přepravního balónu CL 75 AirCrane, který byl zničen při bouři v červenci roku 2002. Navzdory tomu byla roku 2002 podepsána smlouva se společností Boeing pro skloubení výzkumu dalšího vývoje stratosférické plošiny lehčí než vzduch.

## Zadluženost
7. června 2002 vyhlásila společnost CargoLifter neschopnost splácet a následující měsíc začala jednání o úpadku. Neví se, kam zmizelo 300 miliónů eur z akcionářských fondů od zhruba 70 000 investorů.
Prototyp malého přepravního balónu CL 75 AirCrane, který byl poprvé testován v říjnu 2001, vyvinula společnost patrně sama. Pro CargoLifter ji vyrobila americká AdvanTek International, LLC. CL 75 AirCrane stejně jako 25 kombinací (v ceně 10 milionů USD za jednotku) byl prodán kanadské společnosti Heavy Elevator Canada Inc., ve které společnost CargoLifter vlastnila nejméně 20 procent akcí. Smlouva nikdy nenabyla účinnosti.
V červnu 2003 bylo veškeré zařízení společnosti prodáno, a to včetně hangáru pro obří vzducholoď, který sám o sobě byl technickým zázrakem. Ocelový dóm, do kterého by se snadno vešly naležato dvě Eiffelovy věže, byl prodán za méně než 20 % nákladů na jeho výstavbu malajsijské společnosti Tanjong. Pozemek a stavba byly přetvořeny na rekreační areál Tropical Islands, který byl otevřen v roce 2004.
Vzducholoď Skyship, zakoupená společností CargoLifter pro cvičné a výzkumné účely, byla prodána firmě Swiss Skycruise a použita například během letních olympijských her v Aténách.